# Estructuras clínicas
En el psicoanálisisis lacaniano, las estructuras clínicas son las diferentes posibilidades de constitución de un sujeto en relación con el lenguaje, el deseo y el goce.
En este sentido, las elaboraciones de Lacan hacen referencia a tres estructuras clínicas que él recogió de la psicopatología de Freud: la neurosis, la psicosis y la perversión. Más tarde, algunos de sus discípulos sistematizarían su enseñanza hasta constituirla en una doctrina compartida por cierto número de psicoanalistas.

## Generalidades
Aunque las bases de la doctrina de las estructuras clínicas se encuentran en la psicopatología de Freud y en las elaboraciones de Lacan, lo cierto es que estos autores no emplearon nunca el término “estructura clínica”. En cambio, la evidencia documental muestra que fue Jacques-Alain Miller el primer psicoanalista lacaniano en utilizar el sintagma en cuestión, en el marco de una serie de conferencias que dio en 1981 en Bélgica.
La doctrina de las estructuras clínicas se organiza en dos niveles lógicos:
- Por un lado, con este término se designan tradicionalmente tres grandes categorías de la psicopatología psicoanalítica: la estructura neurótica, la estructura psicótica y la estructura perversa. Los debates actuales en el Campo Freudiano tienden a añadir a este tríptico una cuarta categoría: la estructura autística.[4]
- En un segundo nivel, se llama también “estructura clínica” a cada uno de los subgrupos o “tipos clínicos” que son incluidos en las grandes categorías mencionadas. Por ejemplo: la neurosis obsesiva y la histeria son las estructuras clínicas neuróticas; mientras que la paranoia, la esquizofrenia y la melancolía serían estructuras clínicas psicóticas.

## Debates
Los psicoanalistas que desdeñan la doctrina de las estructuras clínicas esgrimen argumentos variopintos, entre los cuales pueden mencionarse:
- La caducidad de las categorías de neurosis, psicosis y perversión para dar cuenta de las personalidades contemporáneas, que serían más inmediatamente aprehendibles gracias a otras referencias teóricas (psicosomática, borderline, etc.).
- La servitud psiquiátrica que implicaría en psicoanálisis lacaniano el abordaje de la subjetividad en términos psicopatológicos y de diagnóstico.[5] Lacan habría en una época suscrito a un tal abordaje, pero habría rectificado el tiro en su última enseñanza.[6]

Por su parte, los psicoanalistas que profundizan aún los fundamentos y perspectivas de esta doctrina argumentan:
- Su fuerza heurística para acercarse al estudio de los fenómenos clínicos contemporáneos sin perder puntos de referencia fundamentales.
- Su utilidad clínica para decidir la estrategia terapéutica de dirección del tratamiento sobre la base del diagnóstico estructural del sujeto.